# خط ۵ مترو مشهد
ایستگاه خط ۵ قطار شهری مشهد که قرار است در ادامه ایستگاه وکیل آباد در خط یک یا ادامه دهنده خط ۱ باشد سال ۱۴۰۴ به بهره‌برداری خواهد رسید.

## ایستگاه‌ها
| شماره | نام               | تقاطع با خطوط دیگر | موقعیت                               | وضعیت    | شروع به کار |
| ----- | ----------------- | ------------------ | ------------------------------------ | -------- | ----------- |
| ۱     | ایستگاه وکیل آباد |                    | انتهای وکیل‌آباد، سه‌راهی طرقبه-شاندیز | فعال     | ۱۴۰۴        |
| ۲     | ایستگاه گلبهار    |                    | مرکز شهر گلبهار                      | غیرفعال  | ۱۴۰۴        |
| ۳     | ایستگاه چناران    |                    | مرکز شهر چناران                      | غیر فعال | ۱۴۰۴        |